# Erlend Øye
Erlend Øye (ur. 21 listopada 1975 w Bergen) – norweski muzyk, członek grup Kings of Convenience, The Whitest Boy Alive, Skog i Peachfuzz. Tworzy również muzyczne projekty solowe w stylu indietronica. Znany jest też ze współpracy z zespołem Röyksopp. W Polsce pojawił się na koncertach w październiku 2014.

## Dyskografia

### Albumy solowe
- 2014: Legao (Bubbles)
- 2003: Unrest (Source / Astralwerks)

### Single
- 2014: Garota
- 2013: La prima estate
- 2004: The Black Keys Work
- 2003: Sheltered Life, Sudden Rush

## Filmografia
- 1997: Shooting Silvio (jako DJ)